# Adam Klein
George Adam Klein IV (Jackson (Mississippi), 29 november 1988) is een Amerikaanse voormalig zwemmer die gespecialiseerd was in de schoolslag. Klein studeerde en zwom aan de universiteit van Auburn.

## Carrière
Hij beleefde zijn doorbraak in 2009 toen hij bij de Amerikaanse nationale kampioenschappen tweede werd op de 200 meter schoolslag na Eric Shanteau. Omdat die kampioenschappen ook als selectiewedstrijden voor de wereldkampioenschappen 2009 dienstdeden plaatste Klein zich voor het eerst voor een internationaal seniorentoernooi. In Rome strandde de Amerikaan in de series van de 50 meter schoolslag en werd hij gediskwalificeerd in de series van de 200 meter schoolslag. Eerder in 2009 behaalde hij bij de NCAA-kampioenschappen de zilveren medaille op de 100 yards schoolslag en goud met de 4x100 yards wisselslagestafette van zijn universiteit.
Op de wereldkampioenschappen kortebaanzwemmen 2010 in Dubai werd Klein uitgeschakeld in de series van de 200 meter schoolslag.

## Belangrijkste resultaten
| Jaar | Olympische Spelen | WK langebaan                           | WK kortebaan        | PanPacs       |
| ---- | ----------------- | -------------------------------------- | ------------------- | ------------- |
| 2009 |                   | 50e 50m schoolslag DSQ 200m schoolslag |                     |               |
| 2010 |                   |                                        | 12e 200m schoolslag | geen deelname |

## Persoonlijke records

### Kortebaan
| Afstand         | Tijd    | Datum            | Plaats |
| --------------- | ------- | ---------------- | ------ |
| 200m schoolslag | 2.07,25 | 17 december 2010 | Dubai  |

### Langebaan
| Afstand         | Tijd    | Datum        | Plaats       |
| --------------- | ------- | ------------ | ------------ |
| 50m schoolslag  | 28,24   | 28 juli 2009 | Rome         |
| 100m schoolslag | 1.00,72 | 7 juli 2009  | Indianapolis |
| 200m schoolslag | 2.10,39 | 11 juli 2009 | Indianapolis |